# 尹國珍
尹國珍（1814年—？），字汤聘，號殷儒。鑲紅旗漢軍人。清朝翰林。

## 生平
尹國珍為道光丁酉科举人，二十七年（1847年）丁未科二甲進士。選庶吉士，散館授翰林院編修。官至四川候補道，同治年間署建昌道。